# Circus (chanson)
Pour les articles homonymes, voir Circus.
Singles de Britney Spears
Womanizer Out from Under
Pistes de Circus
Womanizer Out From Under
“Circus” est une chanson enregistrée par la chanteuse américaine Britney Spears pour son sixième album du même nom (en 2008). La chanson sort le 20 octobre 2008. , produite par Jive Records, et est le deuxième morceau de l’album. Écrit par Dr. Luke, Claude Kelly et Benny Blanco, « Circus » est une métaphore de l’image publique de Britney Spears. Après avoir écouté le morceau pour la première fois, elle est inspirée et veut créer un album ainsi qu’une tournée dans le thème du cirque. « Circus » est une chanson électropop et dance-pop endiablée comprenant des éléments de pop rock et, pour certaines paroles, de rap. Les paroles de la chanson parlent du fait d’être un artiste et de donner des représentations.
“Circus” est très bien reçu par les critiques, qui complimentent Spears pour son caractère confiant et qui louent la production électronique du morceau. « Circus » est un succès commercial ; il se place dans le top 10 en Australie, au Canada, au Danemark, en Nouvelle-Zélande et en Suède, tout en atteignant le top vingt dans beaucoup de pays européens. La chanson arrive en troisième place au classement Billboard Hot 100, et se place en première position de la radio pop américaine. « Circus » est son deuxième meilleur album en termes de vente numérique aux États-Unis avec 3,2 millions de téléchargements en juillet 2016. À une échelle plus vaste, « Circus » est l’un des dix morceaux les plus vendus en 2009 avec 5,5 millions de téléchargements en ligne dans le monde, selon la IFPI.
Le clip vidéo, produit par Francis Lawrence, sort le 4 décembre 2008. Il présente Britney Spears comme Monsieur Loyal d’un cirque, accompagnée de plusieurs artistes du cirque, et de scènes où la chanteuse se trouve dans différents décors du cirque. La vidéo a reçu des critiques positives, mais a été critiquée par PETA car elle comportait « des animaux cruellement entraînés ». Cependant, les exposants ont nié ces affirmations. Britney Spears donne une représentation de cette chanson sur le plateau de Good Morning America le 2 décembre 2008. Il s’agissait également de la première de The Circus Starring Britney Spears (2009), dans lequel elle est vêtue d’un costume de Monsieur Loyal, censé représenter une métamorphose. Britney Spears chante aussi cette chanson à l’occasion de son concert Britney: Piece of Me. La chanson fait partie des morceaux de Just Dance 2016.

## Création
"Circus" a été écrite par Dr. Luke, Benny Blanco et Claude Kelly, et produit par Luke et Blanco. Luke et Kelly étaient initialement engagés pour travailler sur un nouveau morceau pour Britney Spears, et sont arrivés en studio sans concept fixe, mais simplement, comme l'explique Kelly: "en connaissant son style et en sachant ce qu'elle fait". Après que Luke a trouvé la musique, ils ont basé la chanson sur la perception que le public avait de Britney à cette époque. Britney Spears explique qu'après avoir écouté "Circus" pour la première fois, elle s'est sentie inspirée et a imaginé une histoire à la chanson. Elle a également déclaré que le single "unifie et organise l'album de la façon dont je voyais mon spectacle. On peut mettre en scène le cirque de différentes manières". "Circus" est enregistrée aux Conway Recording Studios et Chalice Recording Studios à Los Angeles en Californie, et aux Glenwood Place Studio à Burbank en Californie. Les voix secondaires sont celles de Cathy Dennis, Kelly et Myah Marie. L'instrumentation est faite par Luke et Blanco. Les arrangements sont faits par Serban Ghenea aux MixStar Studios en Virginie. "Circus" est annoncé le 31 octobre 2008 comme deuxième single de l'album, et passe officiellement à la radio américaine pour la première fois le 2 décembre 2008,.

## Format du single
Promo Single
(Date de sortie: 9 décembre, 2008)
1. "Circus" (Main Version) — 3:12
2. "Circus" (Instrumental) — 3:12

CD A Single 1  Australie/ Europe/Corée
(Date de sortie: 29 janvier/27 février, 2009)
1. "Circus" (Main Version) — 3:12
2. "Womanizer" (Mike Rizzo Funk Generation Edit) — 3:51[5],[6]

CD B Single 2  Australie/ Europe Maxi Single(B001Q3FSAC)
(Date de Sortie: 27 février 2009)
1. "Circus" (Main Version) — 3:12
2. "Circus" (Tom Neville's Ringleader Remix) — 7:52
3. "Circus" (Diplo Circus Remix) — 4:24
4. "Circus" (Junior Vasquez Club Circus) — 9:01
5. "Circus" (Video)

Digital Download
(Date de Sortie: 27 février 2009)
1. "Circus" (Main Version) — 3:12
2. "Circus" (Tom Neville's Ringleader Remix) — 7:52

Digital EP — The Remixes
 Date de Sortie: 24 février 2009)
1. "Circus" (Diplo Circus Remix) — 4:24
2. "Circus" (Tom Neville's Ringleader Remix) — 7:52
3. "Circus" (Villains Remix) — 5:17
4. "Circus" (Linus Love Remix) — 4:39
5. "Circus" (Junior Vasquez Electric Circus) — 9:02

## Classement
| Classement (2008)                       | Meilleure position |
| --------------------------------------- | ------------------ |
| Allemagne                               | 1                  |
| Australie                               | 1                  |
| Belgique                                | 3                  |
| Brésil                                  | 6                  |
| Canada                                  | 2                  |
| Canada Hot Digital Tracks               | 1                  |
| Chili                                   | 2                  |
| Danemark                                | 1                  |
| Europe                                  | 1                  |
| Estonie                                 | 5                  |
| États-Unis Hot 100                      | 3                  |
| États-Unis Pop 100                      | 1                  |
| États-Unis Billboard Hot Digital Tracks | 1                  |
| France                                  | 1                  |
| Finlande                                | 7                  |
| Irlande                                 | 1                  |
| Israël                                  | 1                  |
| Japon                                   | 8                  |
| Mexique                                 | 1                  |
| Norvège                                 | 15                 |
| Nouvelle-Zélande                        | 4                  |
| Royaume-Uni                             | 13                 |
| Russie                                  | 1                  |
| Suisse                                  | 15                 |
| Suède                                   | 6                  |
| Turquie                                 | 1                  |
| Ukraine                                 | 4                  |
| Monde                                   | 7                  |

## Clip
Circus est un clip réalisé par Francis Lawrence, qui avait déjà réalisé le clip I'm A Slave 4 U de Britney spears. Le clip se passe essentiellement dans les coulisses d'un cirque et sur la scène.
Il existe deux versions de ce clip, l'une signée Bvlgari sur la boite à bijoux, l'autre où la marque a été gommée de la boite

## Melrose Place
En 2009 Circus fait la promotion du remake de Melrose Place.